# Nyctimene cephalotes
Nyctimene cephalotes је врста сисара из реда слепих мишева и породице велики љиљци. 

## Распрострањење
Индонезија је једино познато природно станиште врсте.

## Станиште
Врста Nyctimene cephalotes има станиште на копну.
Врста је по висини распрострањена од нивоа мора до 1.800 m надморске висине. 

## Угроженост
Ова врста није угрожена, и наведена је као последња брига јер има широко распрострањење.

### Популациони тренд
Популациони тренд је за ову врсту непознат.